# キマワリ
キマワリ（木廻、Plesiophthalmus nigrocyaneus）は、甲虫目ゴミムシダマシ科の昆虫の一種。正式名称はニホンキマワリ。ゴミムシダマシ類の中では比較的大きな甲虫で、北海道から九州などに分布する。知名度は低いが目につきやすい普通種である。

## 成虫
成虫の体は楕円形で背中が盛り上がり、腹面は平ら。体色は黒色から黒藍色のものと緑真鍮色のものなど地域によって大きく差がある。脚が、特に前脚が体長に比して長い。その脚の長さから、木をぐるぐる回ることが連想され、この和名がついた。
幼虫、成虫共に朽木を食べる。
大都市圏郊外の広葉樹林に多く、里山を切り開いたニュータウンなどでは人間の生活空間に入り込むこともしばしばある。管理の行き届いた雑木林などでは倒木が放置されないため発生しにくいが、手入れを放棄されたところでは多く発生する。都市近郊などではこういった広葉樹林が人家の近くに多くあり、これがニュータウンなどで多く見られる要因のひとつともいえる。
アジサイを摂食している事があるため、毒を有している場合がある。

## 幼虫
幼虫の外見はゴミムシダマシの幼虫においてよく見られるものである。円柱形で褐色、つやがあって硬い、ミールワーム様の形状を持つ。頭部は角が無く、尾部はとがっている。やわらかめの朽木中で朽木を食べながら生活している。

## 人間とのかかわり
人間にとっては直接の利害関係が無く、その点ではそれほど関係の濃い昆虫ではないといえる。
人の手が多く加わらない広葉樹林やその近くにはごく普通にいるもので、樹木や枯れ木の肌に止まっているところを容易に目にすることができる。都市近郊で昆虫採集を始めると真っ先に捕まえる虫のひとつである。しかし知名度が低く、大抵はその段階では名前を知らない。子供用の図鑑には載っているもののこれまた妙に目立たないことがこれに拍車を掛けている。